# Дивљи анђели (филм из 1969)
Дивљи анђели је југословенски филм из 1969. године. Режирао га је Фадил Хаџић, који је написао и сценарио.

## Радња
Тројица криминалаца различитог друштвеног порекла: млади Фред дете је имућних родитеља, најстарији Клеј бивши је боксер, док је Мали изданак самог друштвеног дна, организују пљачку продавнице и с опљачканим новцем поведу дјевојке на провод на приморје.

## Улоге
| Глумац                 | Улога                                      |
| ---------------------- | ------------------------------------------ |
| Младен Црнобрња        | Мали                                       |
| Божидар Орешковић      | Клеј                                       |
| Игор Гало              | Фред                                       |
| Неда Арнерић           | Ингрид - Фредова девојка                   |
| Вероника Ковачић       | Вера - Ингридина пријатељица               |
| Реља Башић             | Рихард Хунтић „Цици”, хотелски аниматор    |
| Војислав Мићовић       | Дидац                                      |
| Душа Почкај            | Фредова мајка                              |
| Крешимир Зидарић       | Аутомеханичар (као Крешо Зидарић)          |
| Миодраг Лончар         | Полицијски инспектор 1                     |
| Рудолф Кукић           | Пословођа                                  |
| Илија Ивезић           | Пензионисани официр                        |
| Зденка Трах            | Официрова жена                             |
| Мартин Сагнер          | Човек пред излогом                         |
| Бранка Стрмац          | Жена пред излогом                          |
| Карло Булић            | Стари Истранин                             |
| Семка Соколовић Берток | Продавачица цвећа                          |
| Јурица Дијаковић       | Фредов отац                                |
| Татјана Бељакова       | Жена која купује цвеће (кап Татјана Салај) |
| Стево Крњајић          |                                            |